# الدوري البلجيكي الدرجة الثانية 2011–12
الدوري البلجيكي الدرجة الثانية 2011–12 هو موسم من الدوري البلجيكي الدرجة الثانية ‏. أشرف على تنظيمه الاتحاد الملكي البلجيكي لكرة القدم، وكان عدد الأندية المشاركة فيه 18، وفاز فيه نادي رويال شارلروا.